# Радаљево
Радаљево је насеље у Србији у општини Ивањица у Моравичком округу. Према попису из 2022. било је 825 становника (према попису из 1991. било је 1046 становника).
Овде се налазе Кула Градина и Црква Светог великомученика Георгија у Радаљеву.

## Демографија
У насељу Радаљево живи 797 пунолетних становника, а просечна старост становништва износи 40,9 година (40,0 код мушкараца и 41,7 код жена). У насељу има 268 домаћинстава, а просечан број чланова по домаћинству је 3,77.
Ово насеље је великим делом насељено Србима (према попису из 2002. године), а у последња три пописа, примећен је пад у броју становника.
|  |

| Демографија | Демографија | Демографија |
| Година      | Становника  | Становника  |
| ----------- | ----------- | ----------- |
| 1948.       | 1.320       |             |
| 1953.       | 1.278       |             |
| 1961.       | 1.195       |             |
| 1971.       | 1.079       |             |
| 1981.       | 1.077       |             |
| 1991.       | 1.046       | 1.043       |
| 2002.       | 1.010       | 1.011       |

| Етнички састав према попису из 2002.‍ | Етнички састав према попису из 2002.‍ | Етнички састав према попису из 2002.‍ | Етнички састав према попису из 2002.‍ | Етнички састав према попису из 2002.‍ |
| ------------------------------------ | ------------------------------------ | ------------------------------------ | ------------------------------------ | ------------------------------------ |
|                                      |                                      |                                      |                                      |                                      |
| Срби                                 | Срби                                 |                                      | 1.004                                | 99,40%                               |
| непознато                            | непознато                            |                                      | 4                                    | 0,39%                                |

| Година пописа     | 1948. | 1953. | 1961. | 1971. | 1981. | 1991. | 2002. |
| ----------------- | ----- | ----- | ----- | ----- | ----- | ----- | ----- |
| Број домаћинстава | 221   | 231   | 243   | 257   | 279   | 278   | 268   |

| Број чланова      | 1  | 2  | 3  | 4  | 5  | 6  | 7  | 8 | 9 | 10 и више | Просек |
| ----------------- | -- | -- | -- | -- | -- | -- | -- | - | - | --------- | ------ |
| Број домаћинстава | 41 | 50 | 33 | 47 | 43 | 27 | 16 | 8 | 1 | 2         | 3,77   |

| Пол    | Укупно | Неожењен/Неудата | Ожењен/Удата | Удовац/Удовица | Разведен/Разведена | Непознато |
| ------ | ------ | ---------------- | ------------ | -------------- | ------------------ | --------- |
| Мушки  | 415    | 115              | 276          | 22             | 2                  | 0         |
| Женски | 434    | 70               | 277          | 81             | 6                  | 0         |
| УКУПНО | 849    | 185              | 553          | 103            | 8                  | 0         |

| Пол    | Укупно                    | Пољопривреда, лов и шумарство | Рибарство                            | Вађење руде и камена | Прерађивачка индустрија       |
| ------ | ------------------------- | ----------------------------- | ------------------------------------ | -------------------- | ----------------------------- |
| Мушки  | 216                       | 57                            | 0                                    | 0                    | 113                           |
| Женски | 171                       | 36                            | 0                                    | 0                    | 105                           |
| УКУПНО | 387                       | 93                            | 0                                    | 0                    | 218                           |
| Пол    | Производња и снабдевање   | Грађевинарство                | Трговина                             | Хотели и ресторани   | Саобраћај, складиштење и везе |
| Мушки  | 5                         | 16                            | 7                                    | 2                    | 9                             |
| Женски | 1                         | 2                             | 14                                   | 2                    | 3                             |
| УКУПНО | 6                         | 18                            | 21                                   | 4                    | 12                            |
| Пол    | Финансијско посредовање   | Некретнине                    | Државна управа и одбрана             | Образовање           | Здравствени и социјални рад   |
| Мушки  | 0                         | 1                             | 1                                    | 0                    | 2                             |
| Женски | 0                         | 0                             | 1                                    | 1                    | 4                             |
| УКУПНО | 0                         | 1                             | 2                                    | 1                    | 6                             |
| Пол    | Остале услужне активности | Приватна домаћинства          | Екстериторијалне организације и тела | Непознато            | Непознато                     |
| Мушки  | 3                         | 0                             | 0                                    | 0                    | 0                             |
| Женски | 2                         | 0                             | 0                                    | 0                    | 0                             |
| УКУПНО | 5                         | 0                             | 0                                    | 0                    | 0                             |